# Vis cómica
Vis cómica es una expresión latina que significa literalmente fuerza cómica. Describe a aquella persona con especial facilidad para hacer reír a los demás.

## Etimología
El origen de esta locución tiene dos versiones principalmente. Unos dicen que está tomada de un pasaje de Julio César, en que se dolía de no encontrar en los escritos de Terencio la sal cómica de otros autores y citan el texto: Lenibus, atque utinam scriptis adjuncta foret vis comica. Otros, quizá con mejor acuerdo, explican el origen la locución por un error de puntuación del epigrama: 

Senibus atque utinam scriptis adjuncta foret vis,
comica ut aequato virtus polleret honore
 cum graecis...

  donde la voz vis no tiene por calificativo a comica (como se ve empleando la coma) sino que comica es el calificativo de virtus. El autor se lamenta de que en los escritos seniles (senibus) falte vigor (virtus), cosa muy natural.